# Frieda (Meinhard)
Frieda ist der östlichste Ortsteil der Gemeinde Meinhard im nordhessischen Werra-Meißner-Kreis.

## Geographische Lage

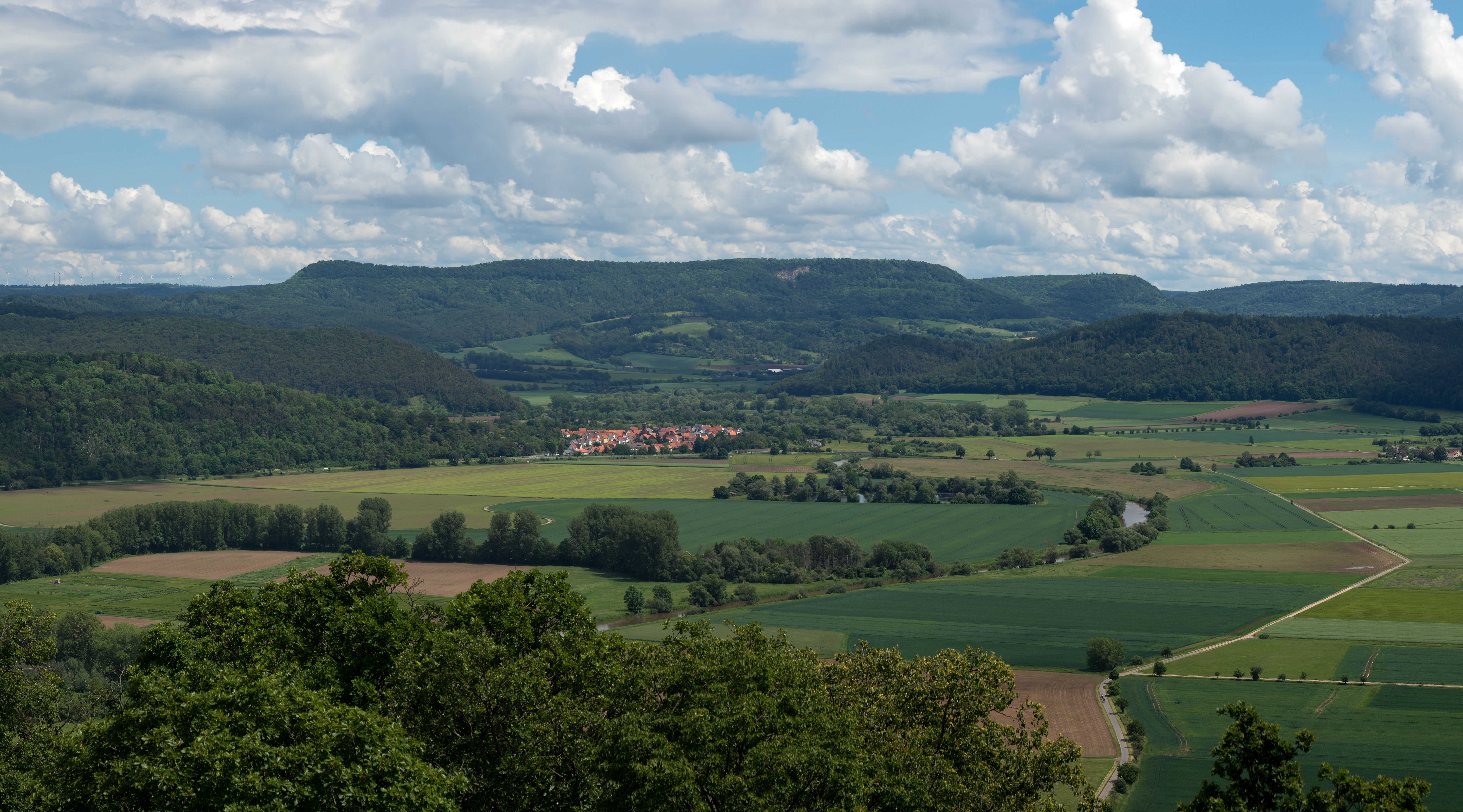
Lage von Frieda im Werratal

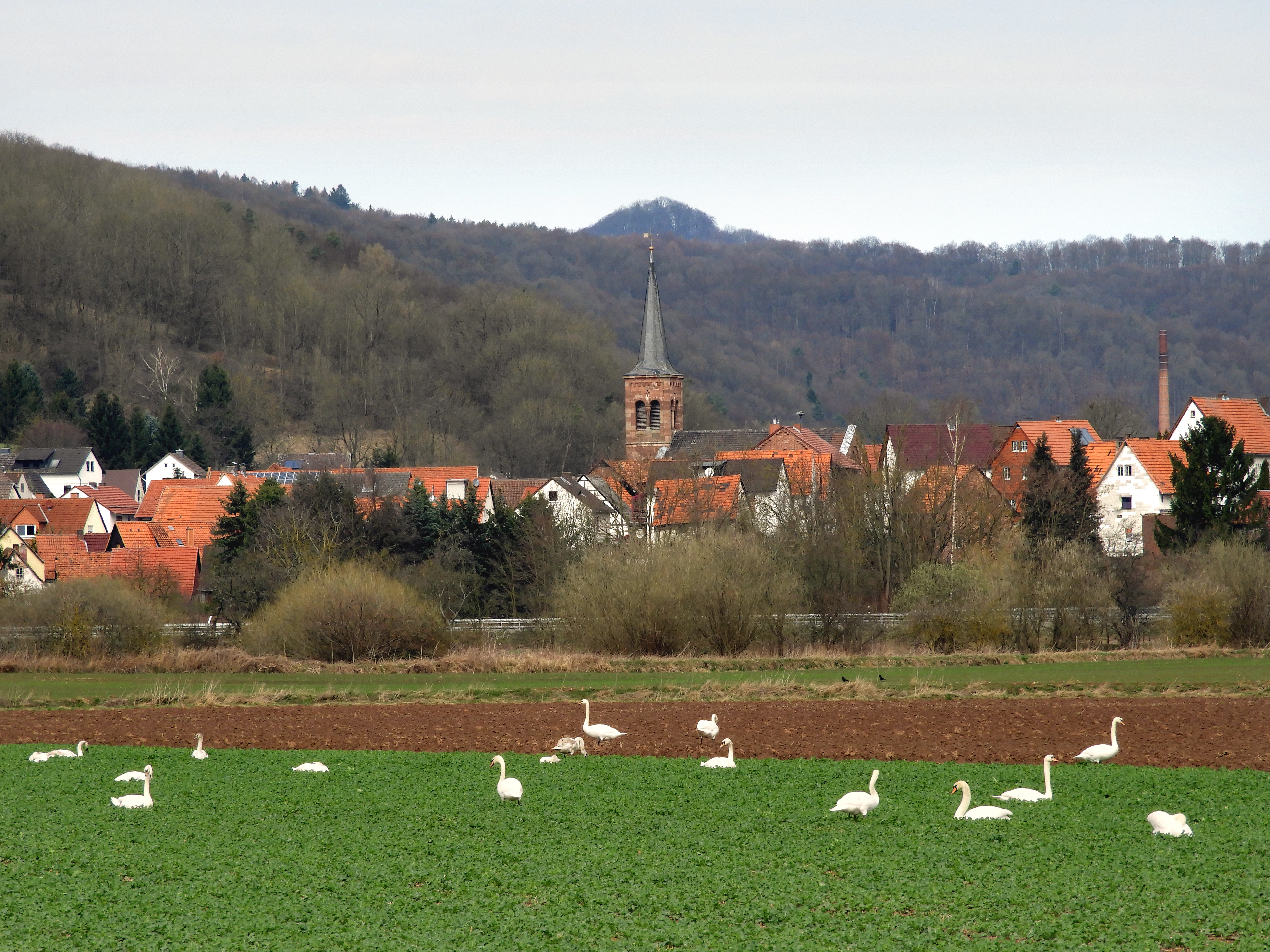
Blick von der Werraaue auf Frieda

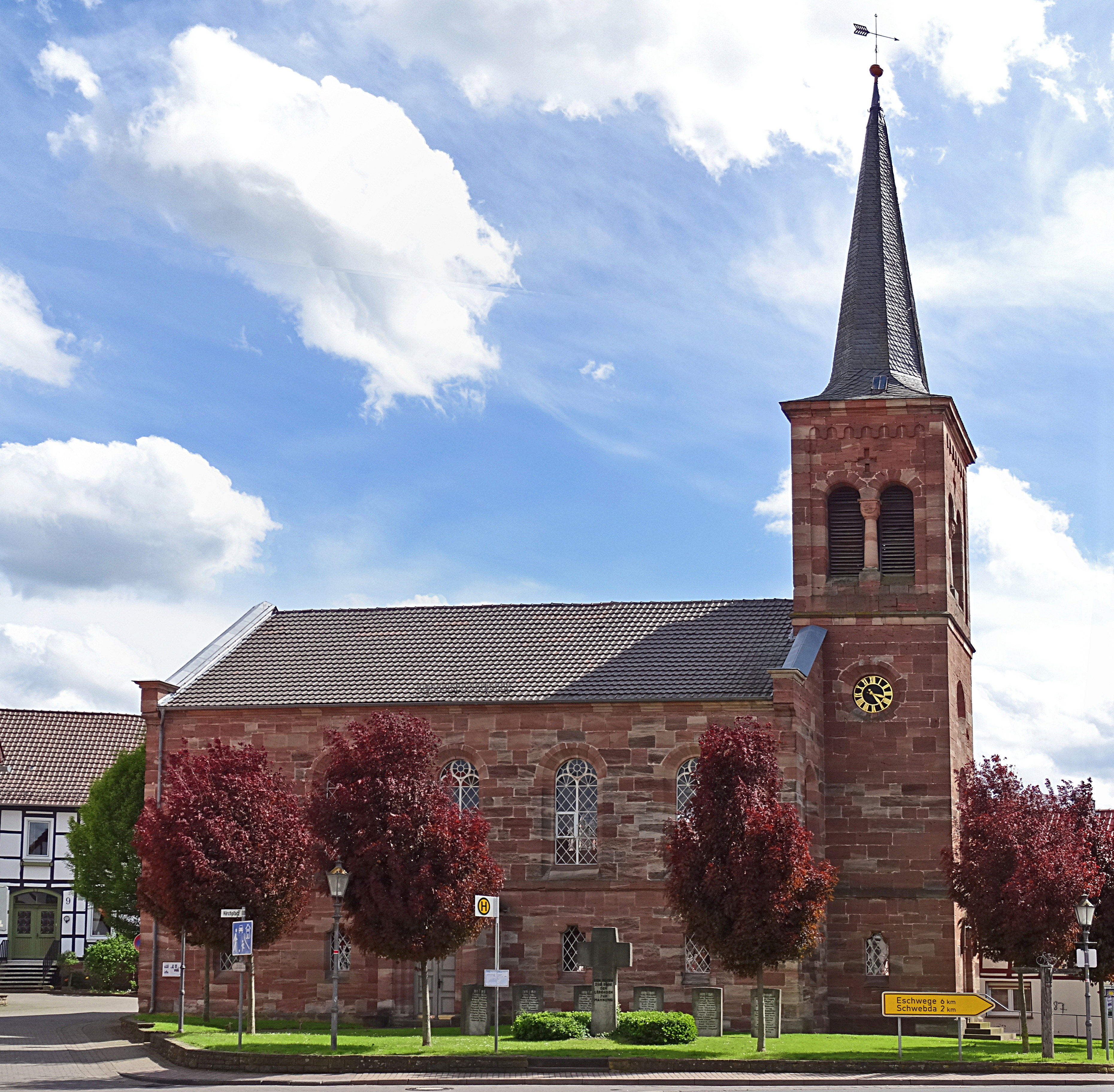
Dorfkirche

Frieda befindet sich im unteren Werratal, etwa auf halbem Wege zwischen den Städten Eschwege und Wanfried. In Ortsnähe bilden der Eichenberg und die benachbarte Auesche Kugel (nördlichster Ausläufer des Schlierbachswaldes) eine knapp 800 m messende Engstelle, welche eine Änderung der Fließrichtung der Werra nach Südwesten erzwingt. Von Norden kommend, zwängt sich das Flüsschen Frieda durch ein enges Durchbruchtal zwischen dem Eichenberg und seinem westlichen Nachbarn, dem spornartig auslaufenden Kahlenberg, um am Südrand der Ortslage Frieda in die Werra einzumünden. Steil und schroff ragen diese bewaldeten Berge jeweils 100 bis 150 m über den Talgrund empor.
Nachbarorte sind Schwebda, das ebenfalls der Gemeinde Meinhard angehört, sowie Wanfried und Aue, die beide der Stadt Wanfried angehören. Im Ort treffen sich die Bundesstraße 249 und die Landesstraße 3467. Die Bundesstraße verläuft seit 2015 nicht mehr mitten durch den Ort, sondern über eine Umgehungsstraße.

## Geschichte
Nach einer im Volke tief verwurzelten Legende soll der heilige Bonifatius, als er im Werratal missionierte, vom benachbarten Hülfensberg blickend gesagt haben: „Wann wird endlich Frieden schweben über dieser schönen Aue“. Volksetymologisch lassen sich daraus die Namen der heutigen Orte Wanfried, Frieda, Schwebda und Aue herleiten. Ein Wandbild an einem Haus an der Ortsdurchfahrt von Wanfried-Aue illustriert diese Geschichte.
Die erste schriftliche Erwähnung Friedas findet sich in einer Urkunde von Kaiser Otto II., der darin den Königshof in Eschwege und weitere Siedlungen im Umkreis seiner Frau Theophanu als Wittum hinterlässt. Um 1358 erwarben die Herren von Boyneburg das Dorf Frieda vom hessischen Landgrafen. Seit 1583 gehörte es zum hessischen Amt Eschwege.
Anfang 1464 führte die Werra ein Jahrhunderthochwasser und richtete große Schäden an. Bei einer Visitation wurden in Frieda im Jahre 1585 68 Haushaltungen verzeichnet. Während des Dreißigjährigen Krieges wurde auch Frieda mehrfach von Plünderungen und Überfällen heimgesucht, bereits 1623 wütete die Pest unter den Einwohnern. Im Siebenjährigen Krieg wurde Frieda durch Einquartierungen französischer und österreichischer Truppen über Monate hinweg ausgepresst. Auf Seiten der Briten kämpften im Amerikanischen Unabhängigkeitskrieg auch vier Friedaer Bürger, Söldner in einem hessischen Regiment; sie kehrten nicht zurück.
Im 18. und 19. Jahrhundert wirkten mehrere Generationen der Orgelbauerfamilie Schmerbach in Frieda; sie schufen zahlreiche Orgeln in Nordhessen, Thüringen und dem Eichsfeld.
Wegen Bauschäden musste 1860 die Fachwerkkirche bis auf die Grundmauern abgerissen werden. Der Neubau entstand am gleichen Platz und wurde am 23. November 1862 geweiht.
Im Deutsch-Französischen Krieg kämpften auch 25 Männer aus Frieda. Aus militärstrategischen Gründen wurde quer durch das Eichsfeld eine strategische Eisenbahnlinie – die sogenannte Kanonenbahn – gebaut. Diese verlief auch nördlich von Frieda, dafür wurde ein Tunnel (der Friedatunnel) und ein Viadukt über die Frieda erforderlich. Heute verläuft entlang der stillgelegten Bahnstrecke der Kanonenbahn-Radweg über mehrere Viadukte und durch fünf Tunnel bis nach Dingelstädt.
Der Ort war um 1880 noch weitgehend landwirtschaftlich geprägt, es gab drei Mühlen, ein Schulhaus und ein Wirtshaus. Mehrere Bewohner gingen dem Stockmacher-Handwerk nach. Ab 1888 begann der Aufbau der Firma Friedola, zunächst eine Fabrikationsstätte von Wachstüchern und beschichteten Planen.
Am 31. Dezember 1971 wurde im Zuge der Gebietsreform in Hessen die Gemeinde Meinhard durch den freiwilligen Zusammenschluss der bis dahin selbständigen Gemeinden Frieda, Grebendorf, Jestädt und Schwebda neu gebildet. Am 1. April 1972 kamen Hitzelrode, Motzenrode und Neuerode hinzu. Für die ehemals eigenständigen Gemeinden von Meinhard wurden Ortsbezirke mit Ortsbeirat und Ortsvorsteher nach der Hessischen Gemeindeordnung gebildet.

## Bevölkerung

### Einwohnerstruktur 2011
Nach den Erhebungen des Zensus 2011 lebten am Stichtag, dem 9. Mai 2011, in Frieda 767 Einwohner. Darunter waren 6 (0,8 %) Ausländer. Nach dem Lebensalter waren 90 Einwohner unter 18 Jahren, 167 zwischen 18 und 49, 201 zwischen 50 und 64 und 207 Einwohner waren älter. Die Einwohner lebten in 351 Haushalten. Davon waren 93 Singlehaushalte, 126 Paare ohne Kinder und 102 Paare mit Kindern, sowie 30 Alleinerziehende und 3 Wohngemeinschaften. In 99 Haushalten lebten ausschließlich Senioren und in 204 Haushaltungen lebten keine Senioren.

### Einwohnerentwicklung
| Quelle: Historisches Ortslexikon |                  |
| • 1444:                          | wüst             |
| • 1585:                          | 68 Haushaltungen |
| • 1747:                          | 79 Haushaltungen |
| • 1831:                          | 07 Bauernhöfe    |

| Frieda: Einwohnerzahlen von 1834 bis 2020 | Frieda: Einwohnerzahlen von 1834 bis 2020 | Frieda: Einwohnerzahlen von 1834 bis 2020 | Frieda: Einwohnerzahlen von 1834 bis 2020 | Frieda: Einwohnerzahlen von 1834 bis 2020 |
| --- | ----------------------------------------- | ----------------------------------------- | ----------------------------------------- | ----------------------------------------- |
| Jahr |                                           |                                           |                                           | Einwohner                                 |
| 1834 | 1834                                      |                                           | 759                                       | 759                                       |
| 1840 | 1840                                      |                                           | 806                                       | 806                                       |
| 1846 | 1846                                      |                                           | 845                                       | 845                                       |
| 1852 | 1852                                      |                                           | 784                                       | 784                                       |
| 1858 | 1858                                      |                                           | 779                                       | 779                                       |
| 1864 | 1864                                      |                                           | 795                                       | 795                                       |
| 1871 | 1871                                      |                                           | 773                                       | 773                                       |
| 1875 | 1875                                      |                                           | 826                                       | 826                                       |
| 1885 | 1885                                      |                                           | 769                                       | 769                                       |
| 1895 | 1895                                      |                                           | 754                                       | 754                                       |
| 1905 | 1905                                      |                                           | 788                                       | 788                                       |
| 1910 | 1910                                      |                                           | 757                                       | 757                                       |
| 1925 | 1925                                      |                                           | 734                                       | 734                                       |
| 1939 | 1939                                      |                                           | 801                                       | 801                                       |
| 1946 | 1946                                      |                                           | 1.021                                     | 1.021                                     |
| 1950 | 1950                                      |                                           | 1.104                                     | 1.104                                     |
| 1956 | 1956                                      |                                           | 1.011                                     | 1.011                                     |
| 1961 | 1961                                      |                                           | 974                                       | 974                                       |
| 1967 | 1967                                      |                                           | 1.063                                     | 1.063                                     |
| 1970 | 1970                                      |                                           | 1.126                                     | 1.126                                     |
| 1980 | 1980                                      |                                           | ?                                         | ?                                         |
| 1990 | 1990                                      |                                           | ?                                         | ?                                         |
| 2000 | 2000                                      |                                           | ?                                         | ?                                         |
| 2011 | 2011                                      |                                           | 767                                       | 767                                       |
| 2015 | 2015                                      |                                           | 746                                       | 746                                       |
| 2020 | 2020                                      |                                           | 670                                       | 670                                       |
| Datenquelle: Historisches Gemeindeverzeichnis für Hessen: Die Bevölkerung der Gemeinden 1834 bis 1967. Wiesbaden: Hessisches Statistisches Landesamt, 1968. Weitere Quellen: LAGIS; Gemeinde Meinhard; Zensus 2011 |                                           |                                           |                                           |                                           |

### Historische Religionszugehörigkeit
| • 1885: | 766 evangelische (= 99,61 %), drei katholische (= 0,31 %) Einwohner |
| • 1961: | 835 evangelische (= 85,73 %), 130 katholische (= 13,35 %) Einwohner |

## Politik
Ortsvorsteher ist nach der Kommunalwahl in Hessen 2021 Frank Gimbel (WfF).

## Sehenswürdigkeiten
Der Ort Frieda zählt zu den malerischen Fachwerkdörfern im Werratal. Um den Dorfanger gruppieren sich denkmalgeschützte Gebäude und bilden den historischen Ortskern. Die 1862 eingeweihte Kirche ersetzt eine erst 1860 wegen Baufälligkeit beseitigte Fachwerkkirche. Die heutige Kirche wurde im Zweiten Weltkrieg beschädigt, die Glocken wurden in den 1960er Jahren auf einem Lagerplatz wiederentdeckt und heimgeholt. In der näheren Umgebung von Frieda befindet sich neben zahlreichen Naturschönheiten und Aussichtspunkten der historische Geleitstein zwischen Frieda und Großtöpfer.

## Vereine
Angesichts zahlreicher Brandkatastrophen in Umlandgemeinden gründeten die Friedaer 1874 ihre Freiwillige Feuerwehr; sie wurde am 5. Juli 1874 als Lösch- und Rettungscompagnie angemeldet. In Frieda selbst müssen die immer wieder vorkommenden Hochwasserereignisse abgewehrt werden. Ein Großfeuer zerstörte am 14. März 1929 die Wollgarnspinnerei am Ortsrand und drohte auf die Ortslage überzugreifen, was nach anstrengenden Löscharbeiten verhindert werden konnte.
Am 1. September 1901 gründeten 29 Friedaer Bürger den Männergesangsverein Harmonie, im Jahre 1922 waren bereits 77 Bürger im Verein, der sich bereits 1910 in einen gemischten Chor umgewandelt hatte.
Um 1930 entstand das Bedürfnis, einen eigenen Spielmannszug aufzubauen. Er sollte bei der Ausgestaltung von Vereinsfesten und bei Familienfesten oder Jubiläen zum Einsatz kommen. Nach dem Krieg wurde der Spielmannszug 1949 neu aufgebaut; er wurde besonders von der Jugend angenommen.
Mit Unterstützung Eschweger Kameraden wurde im März 1910 der Friedaer Turn- und Sportverein als Arbeiterverein gegründet. 1923 wurde die Fußballabteilung gegründet. Um am regelmäßigen Spielbetrieb erfolgreich teilnehmen zu können, wurde bereits 1948 die Spielgemeinschaft Frieda-Schwebda-Aue als Mannschaft aufgebaut. Gleichzeitig entstanden Mannschaften für Faustball, Tischtennis, Damen-Handball, eine Turnerriege und Gymnastikgruppe.
Um das Ortsbild zu pflegen und die Heimatgeschichte zu erforschen, gründeten 16 Einwohner den Heimatverein Frieda 1960, der auch wesentlichen Anteil an der Vorbereitung der 1000-Jahr-Feier im Jahr 1974 übernahm.

## Wirtschaft und Infrastruktur
Größter Arbeitgeber im Ort ist das im Jahre 1888 gegründete Familienunternehmen Friedola Gebr. Holzapfel GmbH. Es hat sich auf die Herstellung von technischen Textilien und entsprechenden Gebrauchsgütern (Wachstuchartikel, Tischdecken, Spiel-, Sport- und Campingartikel) sowie Innenraumtextilien und Bodenbeläge spezialisiert. Für den in Eschwege geborenen Kaufmann und Unternehmer Johann Gustav Holzapfel bildete die 1888 in Frieda ersteigerte Topfmühle, die Grundlage seiner Fertigung von beschichteten Planen und Tuchen. In den 1920er Jahren wurden die technischen Anlagen für die Herstellung von Kunstleder beschafft, nach dem Krieg revolutionierten die technischen Kunststoffe und Folien das Produktangebot. Im Dezember 2015 meldete Friedola Insolvenz an.

## Persönlichkeiten
Heinz Fromm (* 1948), ehemaliger Präsident des Bundesamts für Verfassungsschutz.